# Combell
Combell is de Belgische marktleider in webhosting en cloudcomputing.
Het bedrijf werd in 1999 opgericht door Jonas Dhaenens in Gent. De toen 16-jarige Dhaenens maakte een website voor het verzekeringskantoor van zijn vader. Omdat het online zetten van een website volgens Dhaenens erg stroef verliep in België, besliste hij om zelf webruimte aan te bieden aan andere zelfstandigen in de buurt. Samen met de huidige CEO, Frederik Poelman, beheerde hij de verkochte hostingruimte vanop zijn slaapkamer.
In 2002 nam Combell voor het eerst een bedrijf over. In 2014 stapt Waterland als investeerder in wat intussen Combell Group was geworden, en borduurde Combell verder op zijn overname-politiek. In 2018 volgde HG Capital Waterland op als investeerder.
In 2019 fuseerde Combell Group met het Nederlandse TransIP Group van Ali Niknam, onder de noemer team.blue. Combell bleef bestaan als Belgische tak van team.blue, waar het marktleider is.